# Західна провінція (Руанда)
Західна провінція (фр. Province de l'Ouest) — одна з п'яти областей Руанди. Була створена на початку січня 2006 як частина урядової програми децентралізації, яка реорганізувала структури місцевого органу влади країни. Адміністративний центр — Кібуе.

## Поділ
1. Каронгі
2. Нгорореро
3. Н'ябігу
4. Нямашеке
5. Рубаву
6. Русізі
7. Рутсіро

| Руанда | Це незавершена стаття з географії Руанди. Ви можете допомогти проєкту, виправивши або дописавши її. |

2°22′30″ пд. ш. 29°12′35″ сх. д. / 2.37500° пд. ш. 29.20972° сх. д.